# Wilhelm Wieprecht

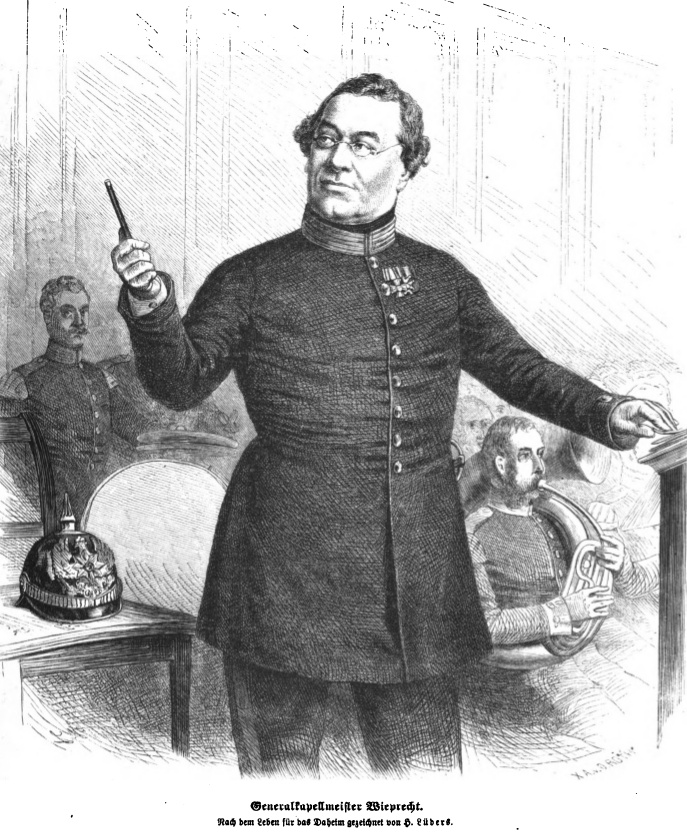
Wilhelm Wieprecht (1868)

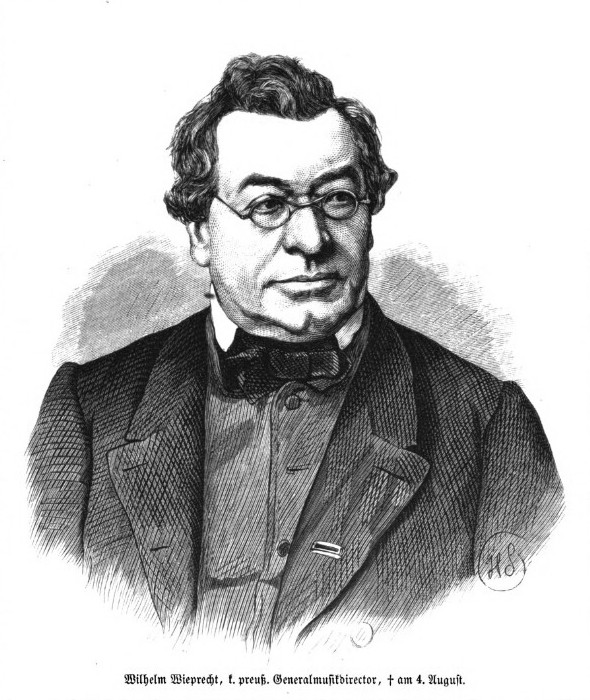
Wilhelm Wieprecht, gezeichnet von Hermann Scherenberg

Wilhelm Friedrich Wieprecht (* 10. August 1802 in Aschersleben; † 4. August 1872 in Berlin) war ein deutscher Komponist, Dirigent und Arrangeur. Er gilt als großer Reformer der deutschen Militärmusik.

## Leben
Vater Wieprecht, der als Trompeter die Feldzüge von 1790 und 1806 mitgemacht hatte, war ein vielseitiger Musiker (u. a. Violine, Flöte und Klarinette), der sich in Aschersleben als sogenannter Stadtmusikant niedergelassen hatte. Da lag es nahe, dass der Sohn Wilhelm Wieprecht in sehr jungen Jahren schon Musikunterricht erhielt. Mit zehn Jahren führte er bereits ein Violinkonzert in der Öffentlichkeit auf. Als die Lehrfähigkeiten des Vaters dem Sohn nichts mehr essentiell Neues bescherten, bekam er vom Hofmusikanten Hünerbein, einem Schüler von Louis Spohr, weiterführenden Unterricht. Im August 1821 zog er nach Leipzig, wo er Empfehlungsschreiben von Stadtkapellmeister Barth und von Rörte, der ihm einen Kontakt zu Carl Maria von Weber anriet, bekam. Mit diesen Schreiben zog Wieprecht nach Dresden, wo er zunächst Musiker im Orchester von Stadtmusikdirektor Johann Gottfried Zillmann wurde. Carl Maria von Weber setzte sich für Wieprecht ein und vermittelte ihn an Louis Haase zu weiteren Studien. Dort lernte er den bekannten Klarinettisten Rotte kennen, für den er einige Klarinettensoli komponierte. Im Juni 1822 lud ihn Barth nach Leipzig ein, um Mitglied im Gewandhaus-Orchester zu werden. In der Stadtkapelle von Barth vervollständigte Wieprecht seine Kenntnisse der Blasinstrumente, wenngleich er im Gewandhausorchester Violine spielte. 1824 wurde er aufgrund eines Ratschlags seines Cousins Flügel, der Musikdirektor des Berliner Balletts war, Kammermusiker in Berlin. Dort bekam er intensiven Kontakt zur Militärmusik. Bei der Wachablösung hörte er ein Musikkorps der Infanterie die Ouvertüre zu Figaro’s Hochzeit von Wolfgang Amadeus Mozart spielen. Folgendes Zitat ist hierzu festgehalten: War es die Rhythmik, die Melodik, die Harmonie oder die Verschmelzung dieser verschiedenen Elemente, die mich so gewaltsam erschütterte? – Als ich nun diese Militair-Capelle auf ihrem Hinmarsche zur Wachtparade verfolgte und dort dieselbe im geschlossenen Kreise die Ouvertüre zu Mozarts Figaro spielen hörte, da wurde es in meinem Herzen zum festen Entschluss, mich von nun an dem Fache der Militairmusik ausschließlich zu widmen. Bei meinen gesammelten Vorkenntnissen im Gebiete der Blase-Instrumenten fühlte ich einen Beruf hierzu und übersah mit einem Blick, dass ich recht bald in diesem Fache etwas Tüchtiges leisten würde. Er erkannte sehr schnell, dass hier ein großes Terrain offen lag.
Die Musikkorps der Kavallerie wurden mit Musikern, die ausschließlich auf Naturinstrumenten (ohne Ventile) spielten, zusammengestellt. Sie hatten kaum brauchbare und authentische Literatur. Für das Trompeterkorps der Garde-Dragoner von Major Gottlieb von Barner (1786–1846) schrieb er sechs Märsche. Diese wurden gerne aufgenommen und fortwährend aufgeführt. Der Kommandeur dieses Musikkorps gab ihm anschließend die Gelegenheit, das Trompeterkorps nach seinen eigenen Ideen umzugliedern. Bald hatte er die ersten Erfolge. Seine geänderte Besetzung bestand aus sechs Trompeten, zwei Klappenhörnern, zwei Tenorhörnern, einem Tenorbasshorn und zwei Bass-Zugposaunen. Für besondere Gelegenheiten wurde dieses 13 Musiker zählende Korps um sechs Trompeten und eine Bass-Zugposaune ergänzt. Wegen des Erfolgs in Berlin folgten bald darauf andere Kavallerie- und Dragoner-Musik- und -Trompeterkorps.

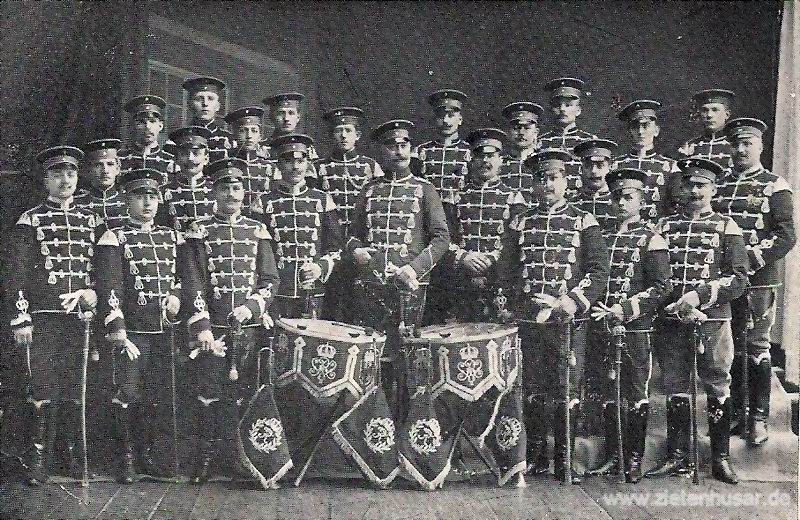
Trompeterkorps der Zietenhusaren.

1829 erteilte der Preußische König Friedrich Wilhelm III. Wieprecht den Auftrag, das Musikkorps der Leibwache in Potsdam zu reformieren, und überließ ihm die Ausbildung sämtlicher Trompeter. Kurz danach entwickelte Wieprecht – gemeinsam mit dem Berliner Hofinstrumentenbauer Johann Gottfried Moritz – die Basstuba. Es gab zwar schon ein sogenanntes Bombardon mit Ventilen, das sich aber gegen die neuen Möglichkeiten der neu entwickelten Basstuba nicht behaupten konnte. 1835 wurde die Basstuba patentiert.
1835 beförderte Prinz Albrecht von Preußen Wieprecht zum Inspekteur der drei Musikkorps seiner Brigade. Daraus entwickelte Wieprecht ein Orchester mit 80 Musikern, mit dem er zahlreiche erfolgreiche Konzerte gab. Bei einer Hochzeit 1837 spielte dieses Orchester den Fackeltanz von Gaspare Spontini und einen Fackeltanz von Wilhelm Wieprecht in ununterbrochener Wiederholung und hinterließ einen tiefen Eindruck.
Am 2. Februar 1838 wurde Wieprecht gar Direktor aller Musikkapellen des Garde-Korps. Am 8. Mai 1838 kam Zar Nikolaus I. aus Russland zu Besuch. Wieprecht stellte ein Orchester aus 1000 Musikern und 200 Tambouren aus allen Berliner Musikkorps zusammen. Bei einer zweiten Aufführung spielte das Orchester die Olympia-Ouvertüre von Gaspare Spontini und die Jubelouvertüre von Carl Maria von Weber. Eine wichtige Anekdote ist aber sicherlich, dass am 10. August 1838 am Abend einer Truppenbesichtigung durch den russischen Zaren Nikolaus I. bei Landshut durch eine Order des Königs Friedrich Wilhelm III. der Zapfenstreich für alle Preußischen Armeen angeordnet wurde. Seitdem wird der Zapfenstreich auch Russischer Zapfenstreich genannt. Wilhelm Wieprecht schuf daraus durch Zusammenfügung des Zapfenstreichs mit der Kavallerie-Retraite und Erweiterung um das Gebet mit Locken, Ruf und Abschlag das heut noch gültige Zeremoniell des Großen Zapfenstreichs.
Es folgten Konzerte mit derartig großen Orchestern in Lüneburg und Koblenz aus Anlass des Besuchs von Königin Victoria.
Danach wurde die gesamte Preußische Militärmusik reformiert, insbesondere was die Instrumentation betraf. Selbst in Schweden und Dänemark übernahm man die Reform in den dortigen Militärmusikkorps. 1847 bat die Türkei Wieprecht, seine Militärmusikkorps ebenfalls zu reformieren. 1852 entsandte Wieprecht einen Assistenten, um dem Gesuch der Regierung von Guatemala um Reform seiner Militärmusikkorps zu entsprechen. 1857 wurde Wieprecht Mitglied der Schwedischen Akademie. Giacomo Meyerbeer, Gaspare Spontini und Franz Liszt, die mit Wieprecht befreundet und ihm dankbar für diverse Transkriptionen ihrer Werke für Militärmusikkorps waren, hatten im Pariser Konservatorium eine Diskussion angeregt, sich der Theorien und Reformen Wieprechts kundig zu machen.

Der Höhepunkt der musikalischen Laufbahn war der Wettbewerb der Militärkapellen auf der Weltausstellung in Paris am 21. Juli 1867. Vor einer Jury aus Ambroise Thomas, Hans von Bülow, Félicien David und Léo Delibes eiferten die bekanntesten Militärkapellen aus ganz Europa um die Ehre. Neben dem Pflichtwerk, der Ouvertüre zu Oberon von Carl Maria von Weber, führte er mit seinen vereinigten Musikkapellen (2. Garde-Regiment und das Grenadierregiment Kaiser Franz) eine Fantasie aus der Oper Der Prophet von Giacomo Meyerbeer aus und erhielt einstimmig den ersten Preis zugesprochen. Viele sahen in diesem Erfolg die Konsekration seines entwickelten Instrumentationssystems. Napoléon III. lud Wieprecht zweimal zu sich nach Versailles ein und verlieh ihm das Ehrenkreuz der französischen Ehrenlegion. 

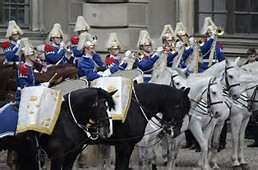
Trompeterkorps der Leibgarde zu Pferd in Stockholm.

Zurückgekehrt nach Berlin, wurde er enthusiastisch gefeiert. Wieprecht komponierte 52 Werke und fertigte von 58 Werken Transkriptionen für Militärmusik an.
Wilhelm Wieprecht starb, nur sechs Tage vor seinem 70. Geburtstag, am 4. August 1872 in Berlin nach längerem Leiden, das sich während des Aufenthalts in einem Seebad eine Woche zuvor akut verschlimmert hatte. Die Beisetzung erfolgte auf dem Neuen Dorotheenstädtischen Friedhof an der Liesenstraße. Das Grab ist nicht erhalten.
Von den ehemals 150 Wieprechtschen Trompeterkorps der deutschen, schwedischen und französischen Kavallerie besteht heute noch das Livgardets dragonmusikkår in Stockholm.

## Werke

### Werke für Blasorchester (Militärmusik)
- Armee-Marsch Nr. 133
- Drei Märsche zur Einholung des Prinzen und der Prinzessin Friedrich Wilhelm von Preußen
- Einholungsmarsch (für den Antritt von Friedrich Wilhelm IV. am 21. September 1840 in Berlin)
- Friedrike-Gossmann-Polka
- Grand Pas-Redoublé I und II
- Huldigungsmarsch
- Konzert für Klarinette
- Marsch für Kavallerie Nr. 21
- Marsch für Kavallerie Nr. 30
- Mein erster Defiliermarsch
- Militairische Trauerparade
- Musikalische Erinnerungen an die Kriegsjahre 1813, 1814, 1815
- Ouvertüre Militair
- Pastillons-Polka
- Sechs Märsche für Kavalleriemusik
- Triumphmarsch nach Themen des 5. Klavierkonzerts Es-Dur von Ludwig van Beethoven
- Wilhelmsmarsch
- 40 Parademärsche für Cavallerie
- 31 Defiliermärsche für die Infanterie
- Monstre-Concert der vereinigten Königl. Preuss. Garde-Musikcorps aus Berlin (Digitalisat)

### Bücher und Schriften
- Briefe über die Preußische Militairmusik: Der Instrumentenmacher Sax in Paris als Erfinder